# Desmond Bagley
Pour les articles homonymes, voir Bagley.
Desmond Bagley, né le 29 octobre 1923 à Kendal dans le Westmorland en Angleterre et mort le 12 avril 1983 à Southampton dans le Hampshire, est un écrivain britannique, auteur de roman d'espionnage, de roman d'aventures et de roman policier.

## Biographie
Pendant, la Seconde Guerre mondiale, il travaille dans l'aéronautique avant d'émigrer en 1946 en Afrique où il parcourt plusieurs pays, dont l'Ouganda, le Kenya et la Rhodésie avant de se fixer en Afrique du Sud. De 1951 à 1952, il travaille comme journaliste pour une radio de Durban avant d'être critique de cinéma pour le Rand Daily Mail de 1958 à 1962.
Il regagne l'Angleterre et publie en 1963 son premier roman La Quille d'or (The Golden Keel (en)). Il raconte l'histoire de trois anciens combattants à la recherche du trésor de Benito Mussolini. Après plusieurs romans du genre aventure ou policier, il fait paraître à partir de 1970, trois romans d’espionnage : La Mort à l'aveuglette (Running Blind), Piège à rebours (The Freedom Trap) et La Corde raide (The Tightrope Man). Pour Claude Mesplède Piège à rebours est « sans doute de livre de plus intéressant de Bagley ». Il est adapté dans un film américain par John Huston sous le titre Le Piège (The MacKintosh Man) avec Paul Newman.

## Œuvre

### Romans
- The Golden Keel (en) (1963) Publié en français sous le titre La Quille d'or, Paris, Éditions Robert Laffont, coll. « Week-end », 1965
- High Citadel (en) (1965) Publié en français sous le titre Cordillera, Paris, Éditions Robert Laffont, coll. « Week-end », 1966
- Wyatt's Hurricane (en) (1966) Publié en français sous le titre Cyclone sur San Fernandez, Paris, Éditions Robert Laffont, coll. « Week-end », 1967
- Landslide (en) (1967) Publié en français sous le titre Coupe sombre, Paris, Presses de la Cité, coll. « Suspense », 1972
- The Vivero Letter (en) (1968)
- The Spoilers (en) (1969) Publié en français sous le titre Une torpille pour l'héroïne, Paris, Presses de la Cité, coll. « Punch » 1re série no 2, 1973 ; réédition, Paris, Presses de la Cité, coll. « Punch » 2e série no 2, 1978
- Running Blind (en) (1970) Publié en français sous le titre La Mort à l'aveuglette, Paris, Presses de la Cité, coll. « Espiorama » no 11, 1971 ; réédition, Paris, Presses de la Cité, coll. « Punch » 1re série no 99, 1975
- The Freedom Trap (en) (1971) Publié en français sous le titre Piège à rebours, Presses de la Cité, 1972
- The Tightrope Men (en) (1973) Publié en français sous le titre La Corde raide, Presses de la Cité, 1973 ; réédition, Paris, Presses de la Cité, coll. « Punch » 1re série no 143, 1977
- The Snow Tiger (en) (1975)
- The Enemy (en) (1977)
- Flyaway (en) (1978)
- Bahama Crisis (en) (1982)
- Windfall (en) (1982)
- Night of Error (en) (1984)
- Juggernaut (en) (1985)

## Filmographie

### Adaptations au cinéma
- 1973 : Le Piège (The MacKintosh Man), film américano-britannique réalisé par John Huston, adaptation de Piège à rebours (The Freedom Trap)
- 1992 : Landslide, film américain réalisé par Jean-Claude Lord, adaptation du roman éponyme
- 1999 : The Vivero Letter, film américain réalisé par H. Gordon Boos, adaptation du roman éponyme
- 2001 : Stratégiquement vôtre (The Enemy), film américano-anglo-germano-luxembourgeois réalisé par Tom Kinninmont, adaptation de The Enemy

### Adaptation à la télévision
- 1979 : Running Blind, mini-série britannique en 3 épisodes réalisée par William Brayne, adaptation du roman éponyme

## Sources
- Claude Mesplède (dir.), Dictionnaire des littératures policières, vol. 1 : A - I, Nantes, Joseph K, coll. « Temps noir », 2007, 1054 p. (ISBN 978-2-910-68644-4, OCLC 315873251)